# Theodore Roosevelt

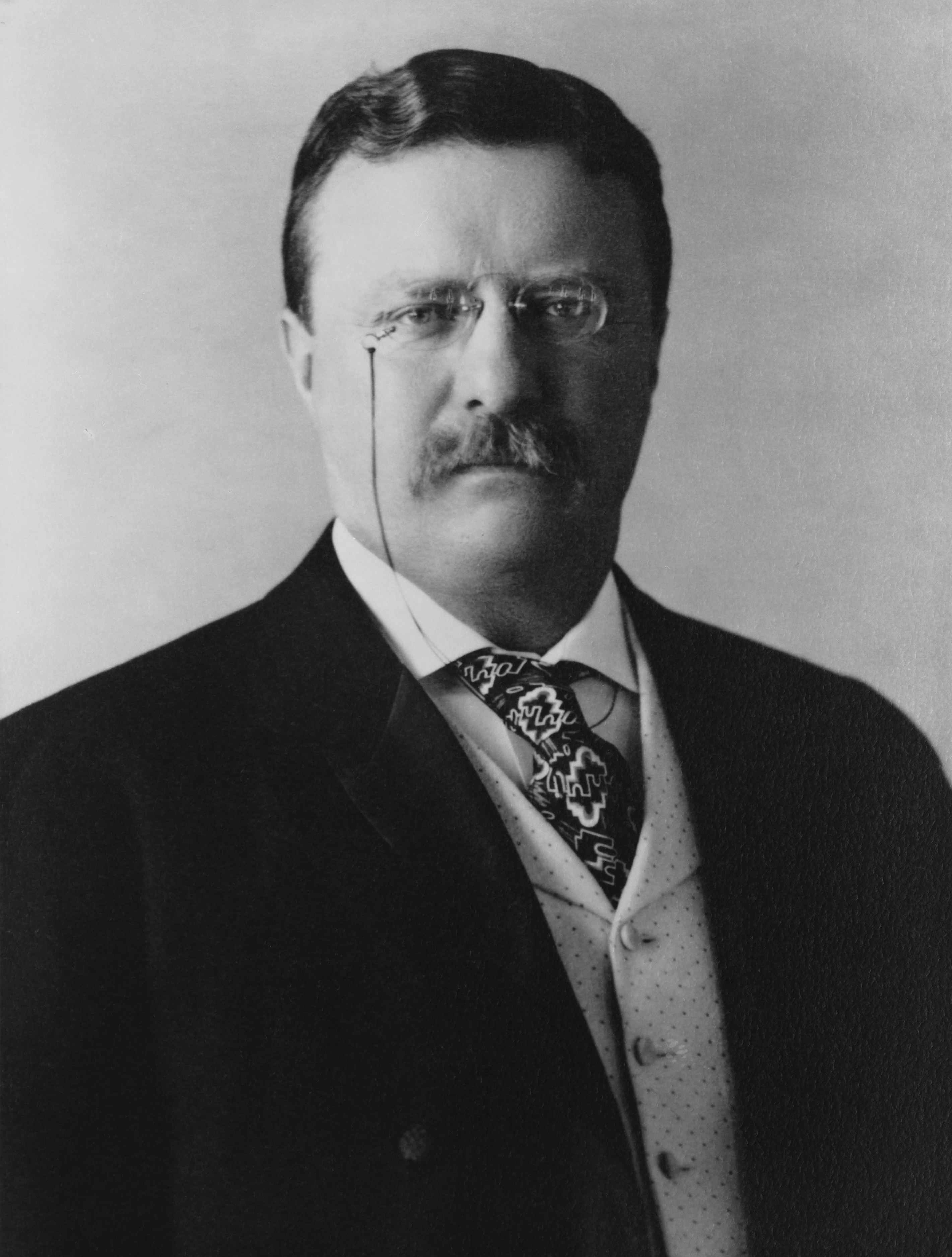
Theodore Roosevelt, Fotoporträt der Pach Brothers (1904)

Theodore „Teddy“ Roosevelt, Jr. [ˈθɪədɔɹ ˈɹoʊzəvɛlt] (* 27. Oktober 1858 in New York City, New York; † 6. Januar 1919 in Oyster Bay, New York) war ein US-amerikanischer Politiker, der von 1901 bis 1909 als 26. Präsident der Vereinigten Staaten amtierte.
Nach der Teilnahme am Spanisch-Amerikanischen Krieg, in dem er die Rough Riders befehligte, wurde er Ende 1898 zum Gouverneur von New York gewählt. Unter William McKinley war er ab dem 4. März 1901 für etwa sechs Monate Vizepräsident, bis er nach dem tödlichen Attentat auf McKinley am 14. September 1901 im Alter von 42 Jahren zum Präsidenten vereidigt wurde. Damit ist Roosevelt – bezogen auf sein Lebensalter bei der Amtseinführung – der bislang jüngste Staatspräsident in der Geschichte der USA.
Als Kandidat der Republikanischen Partei wurde er 1904 wiedergewählt, bevor er 1908 vorerst auf die Kandidatur für eine weitere Amtszeit verzichtete. Sein Nachfolger wurde William Howard Taft, der ebenfalls der Republikanischen Partei angehörte. Weil er mit dessen Politik unzufrieden war und die Republikaner 1912 nicht ihn, sondern erneut den Amtsinhaber nominiert hatten, kandidierte Roosevelt für die auf seine Initiative neu gegründete Progressive Partei neben Taft für das US-Präsidentenamt. Er wie auch Taft unterlagen jedoch bei der Wahl im November 1912 Woodrow Wilson, dem Kandidaten der Demokratischen Partei.
Auf internationaler Ebene war Roosevelt im Jahr 1906 als erstem Amerikaner der Friedensnobelpreis zuerkannt worden, nachdem er im Vorjahr mit seiner diplomatischen Initiative maßgeblich zum Ende des Russisch-Japanischen Krieges beigetragen hatte.

## Leben bis zur Präsidentschaft

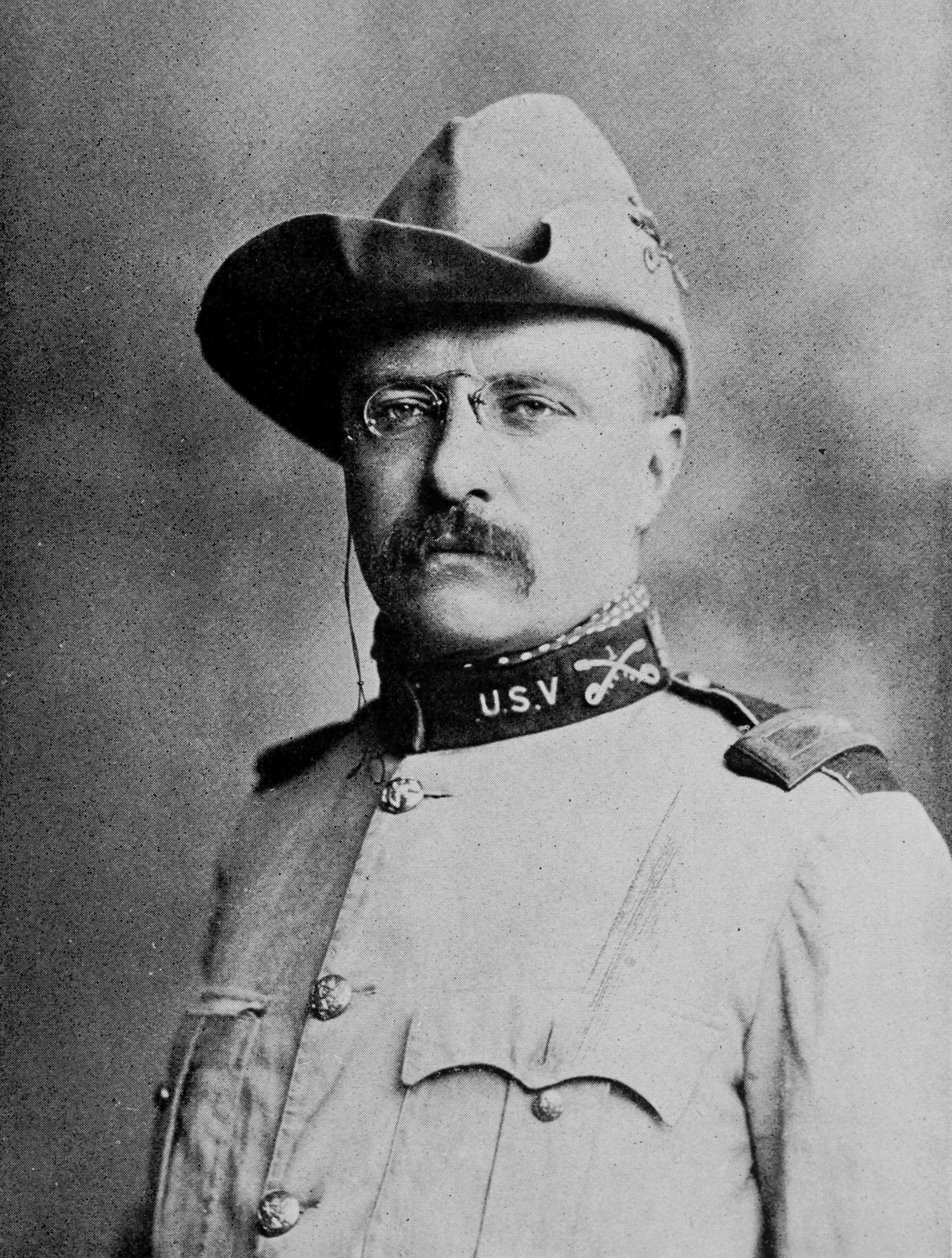
Theodore Roosevelt während des Spanisch-Amerikanischen Krieges 1898

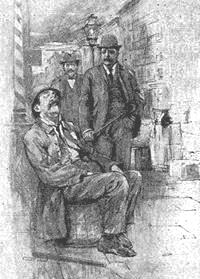
NYPD Commissioner Roosevelt auf Rundgang

### Familie, Schulzeit und Studium
Theodore Roosevelt wurde 1858 in New York City als Sohn von Theodore Roosevelt senior (* 22. September 1831; † 9. Februar 1878) und dessen Frau Martha „Mittie“ Bulloch (* 8. Juli 1835; † 14. Februar 1884) in eine sehr vermögende und gesellschaftlich etablierte Familie geboren. Sein Vater, der niederländischer Herkunft war, war ein erfolgreicher und international tätiger Geschäftsmann, den Roosevelt in seiner Jugend auf vielen Reisen nach Europa und Ägypten begleitete. So weilte er unter anderem auch einige Monate in Deutschland und sprach auch etwas Deutsch (ebenso wie Französisch und Italienisch). Von 1876 bis 1880 studierte er an der Harvard University, wobei ihn besonders die Naturgeschichte faszinierte. 1882 erschien mit The Naval War of 1812 sein – nach Einschätzung des Historikers Nagel bis in die moderne Zeit gültiges – Buch über den Seekrieg zwischen Großbritannien und den USA, in dem er erstmals sein Interesse an Aufrüstung und Bedeutung der Kriegsflotte zeigte.

### Im Abgeordnetenhaus von New York und sein Rückzug
1882 begann auch die politische Karriere Roosevelts: Er ließ sich als unabhängiger Kandidat der Republikanischen Partei für das Abgeordnetenhaus von New York aufstellen und wurde gewählt. Er setzte sich massiv für Reformen ein, wodurch andere Abgeordnete auf ihn aufmerksam wurden. 1884 zog er sich allerdings nach dem Tod seiner Mutter und seiner ersten Ehefrau am selben Tag, dem 14. Februar, wieder zurück. Er lebte zwei Jahre auf seiner Ranch in North Dakota, um am Buch Die Eroberung des Westens zu arbeiten und sich als Cowboy zu betätigen. Bereits im Herbst 1883 hatte er ein Drittel seines Vermögens in diese und eine weitere Ranch im Dakota-Territorium investiert. Die Vermögensverhältnisse beziehungsweise den Lebensstil eines Manhattaners der High Society konnte er dennoch nicht ganz hinter sich lassen. So brachte er unter anderem ein Jagdmesser nach North Dakota mit, das er bei dem bekannten Juwelier Tiffany & Co. erworben hatte.

### Bürgermeisterwahl in New York und Leiter der Polizeibehörde
1886 kandidierte er, nominiert von den Republikanern, für das Amt des Bürgermeisters von New York City. Er erzielte offiziell 27 Prozent der Stimmen und verlor somit bei der jedoch von Fälschungsvorwürfen überschatteten Wahl. Das unter Kontrolle von Tammany Hall stehende New York Police Department hatte den Ruf, eines der korruptesten in Amerika zu sein. Roosevelt wurde im Jahr 1895 für zwei Jahre zum Leiter der New Yorker Polizeibehörde ernannt und reformierte die Polizei radikal. Mit seinen rigiden Alkoholverboten an Sonntagen machte er sich zwar viele Feinde, behielt jedoch seine konsequente Linie bei. 

### Stellvertretender Marineminister, Spanisch-Amerikanischer Krieg und Gouverneur
1897 trat er in das Kabinett von Präsident William McKinley als stellvertretender Marineminister ein. In dieser Position unterstützte er die Forderung nach einem Krieg gegen Spanien, welches sich den Unabhängigkeitsbestrebungen Kubas widersetzte. Am 25. April 1898 begann der Spanisch-Amerikanische Krieg und Roosevelt legte sein Amt als stellvertretender Marineminister nieder, um ein Kavallerieregiment aufzustellen, das er als Oberst kommandierte. Mit seinen „Rough Riders“, die sich aus verwegenen Cowboys, aber auch aus Sportreitern aus der Ostküsten-Oberschicht zusammensetzten, zeigte er großen Wagemut und Führungskraft. Der Einsatz auf Kuba, wo er auch einen Spanier tötete, brachte ihm den Ruf eines Kriegshelden ein. Für seine Leistungen erhielt er 2001 posthum die Medal of Honor. 1898 kandidierte er für das Amt des Gouverneurs des Staates New York und gewann diese Wahl. Sein neues Amt trat er zum 1. Januar 1899 an. Als Gouverneur setzte er sich für Reformen der Arbeitsbedingungen in den Betrieben ein und verbesserte das Versorgungs- und Verkehrssystem.

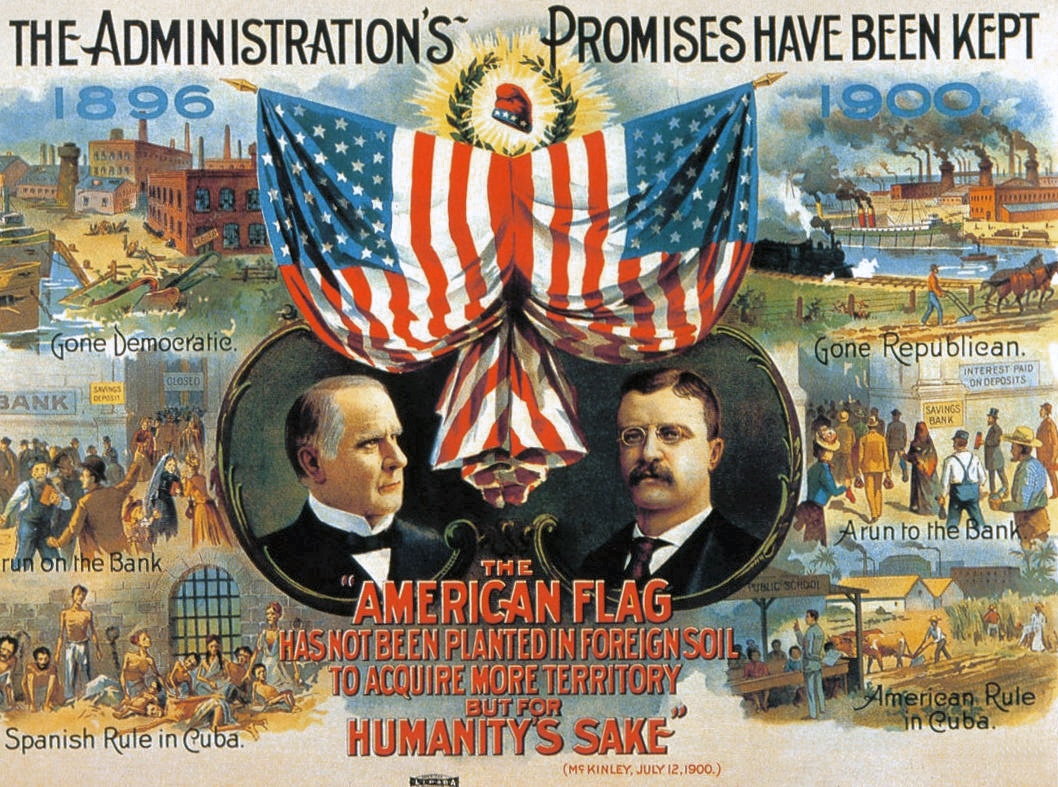
The administration’s promises have been kept („die Versprechen der Regierung wurden gehalten“); Werbeplakat der Republikaner zur Präsidentschaftswahl 1900

### Kandidatur als Vizepräsident
Seine wachsende Popularität ließ ihn im Jahr 1900 als idealen Kandidaten für das Amt des US-Vizepräsidenten erscheinen, obwohl vor allem der konservative Parteiflügel Vorbehalte gegen ihn hatte und Roosevelt es zunächst vorzog, aufgrund der größeren Gestaltungsmöglichkeiten Gouverneur zu bleiben. Roosevelt akzeptierte im Sommer 1900 schließlich die Nominierung als Running Mate von Präsident William McKinley, der im November 1900 für eine zweite Amtszeit wiedergewählt wurde. Roosevelt wurde am 4. März 1901 zum Vizepräsidenten vereidigt. Entsprechend kandidierte er 1900 nicht mehr für eine weitere Amtszeit als Gouverneur; seine Amtsperiode endete turnusgemäß zum Jahreswechsel auf 1901 (damals war der Gouverneur von New York anders als heute auf zwei – und nicht vier – Jahre gewählt).

## Präsidentschaft (1901–1909)

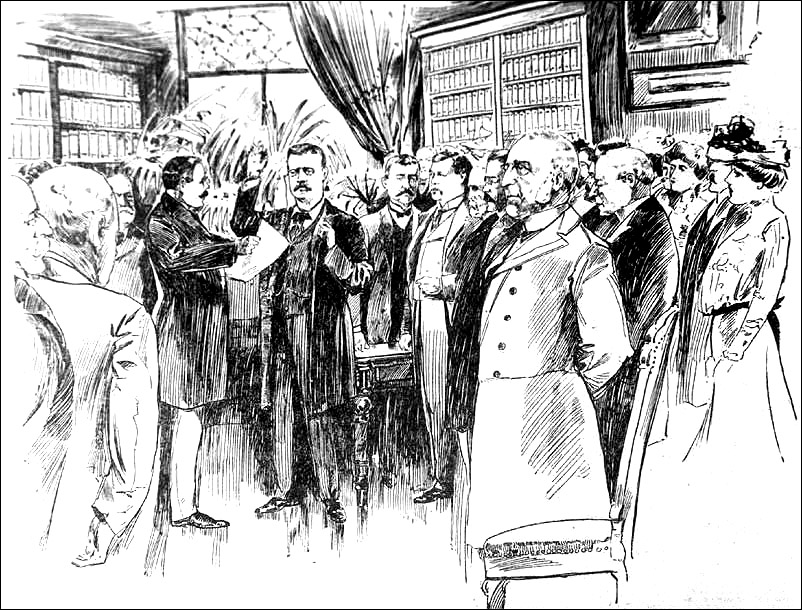
Roosevelts Vereidigung zum Präsidenten im September 1901

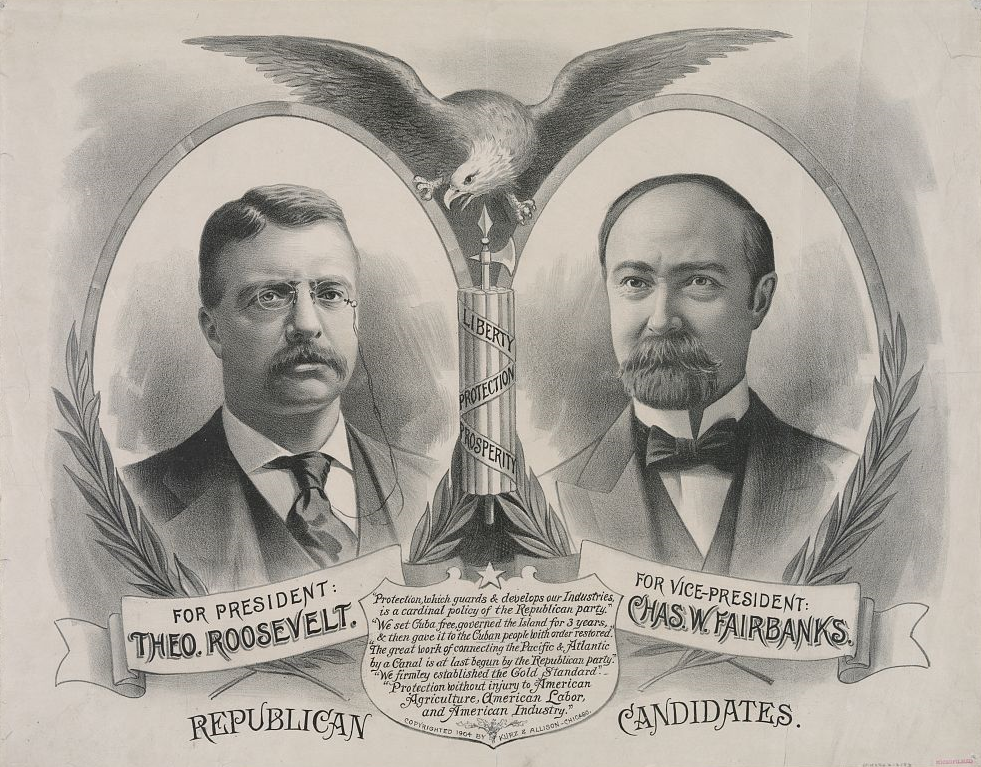
Wahlplakat der Republikaner von 1904

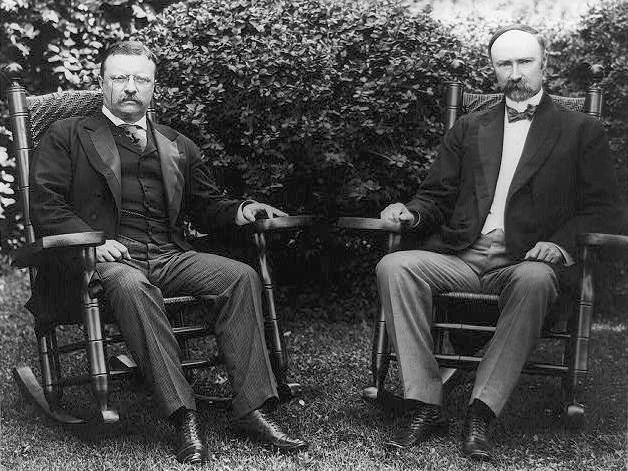
Roosevelt (links) mit seinem späteren Vizepräsidenten Charles W. Fairbanks (1904)

Am 14. September 1901 erlag William McKinley den Folgen eines acht Tage zuvor in Buffalo verübten Attentats. Durch den Tod des Präsidenten rückte Roosevelt automatisch für den Rest der Amtszeit in das höchste Staatsamt auf. Mit 42 Jahren war er damit, bezogen auf sein Lebensalter bei der Amtseinführung, der bisher jüngste amerikanische Präsident. John F. Kennedy war bei seinem Amtsantritt 1961 ein Jahr älter.
Kurz nach seinem Amtsantritt ließ er den Amtssitz des Präsidenten, das Weiße Haus, umfassend restaurieren. Im Rahmen der Renovierung wurde die ursprüngliche Schlichtheit des Baus wiederhergestellt, gleichzeitig mit dem West Wing ein Seitenflügel hinzugefügt. Mit den zusätzlichen Flächen trug man auch der wachsenden Größe des Präsidentenstabes Rechnung. Im Jahr 1904 waren die Umbauarbeiten abgeschlossen.
Als 1904 erneut Präsidentschaftswahlen anstanden, wurde Roosevelt einstimmig zum Präsidentschaftskandidaten der Republikaner nominiert. Zunächst wurde eine parteiinterne Gegenkandidatur des konservativen Senators Mark Hanna erwartet. Dieser verstarb jedoch im Februar des Jahres, womit Roosevelts Führungsrolle in der Partei nun unumstritten war. Demokratischer Gegenkandidat wurde Alton B. Parker, der dem konservativen Flügel seiner Partei angehörte. Bei der Präsidentschaftswahl am 8. November 1904 besiegte Roosevelt seinen Herausforderer mit 56,7 Prozent der Stimmen deutlich. Im Wahlmännergremium erhielt er 336 Stimmen, Parker 140. Seine erneute Vereidigung zum Präsidenten fand am 4. März 1905 vor dem Kapitol in Washington statt. Durch die vorangegangene Wahl wurde mit Charles W. Fairbanks erstmals seit Roosevelts Aufrücken zum Präsidenten auch das seit 1901 vakante Amt des Vizepräsidenten wieder besetzt. Obwohl Roosevelt die Wahl von Fairbanks auf dem Nominierungskonvent zunächst missfiel, akzeptierte er diese, um den konservativen Parteiflügel zu befrieden. Roosevelt war der erste nach dem Tod eines Präsidenten aufgerückte Vizepräsident, der von seiner Partei wieder aufgestellt wurde und mit seinem Wahlsieg auch der erste Präsident, dem nach einem solchen Aufrücken aus dem Amt des Vizepräsidenten die Wiederwahl gelang. Dies sollte sich 1924, 1948 und 1964 wiederholen.
Noch am Wahlabend 1904 kündigte Roosevelt an, die ersten dreieinhalb Jahre im Weißen Haus als komplette Amtszeit zu werten und sich damit 1908 keiner erneuten Wiederwahl zu stellen. Bereits wenig später bereute er diese Aussage, letztlich hielt er sich jedoch an die Ankündigung.

### Innenpolitik

#### Sozial- und Wirtschaftspolitik
Roosevelt begann rasch, seine Ideen im Land zu verwirklichen. Innenpolitisch stärkte er die Arbeitnehmer und setzte sich massiv für die Monopolkontrolle gegenüber Wirtschaftsunternehmen (Trusts) ein; gegen den Eisenbahntrust unter Führung von J. P. Morgan ließ er sogar Staatsklage einreichen. Seine Reformen betrafen die Verwaltungsstrukturen (z. B. Versuch der Etablierung eines unabhängigen Beamtentums), die Wirtschaft sowie die Umweltpolitik. Dabei trat er vor allem denjenigen entgegen, die auf Kosten der Arbeitnehmer reich wurden, und ging damit auch auf Konfrontationskurs mit den meisten Angehörigen seiner eigenen Partei. Als erster Präsident empfing Roosevelt im Oktober 1901 einen Afroamerikaner, nämlich Booker T. Washington, zu einem offiziellen Treffen im Weißen Haus. Insbesondere mit konservativen Politikern aus den Südstaaten führte dies zu erheblichen Verstimmungen. Daher vermied Roosevelt für den Rest seiner Präsidentschaft Einladungen an Afroamerikaner.
Roosevelt war der erste Präsident, der sich in einen Streik einmischte. Als 1902 beim sogenannten Anthrazit-Streik etwa 150.000 Bergleute in Pennsylvania die Arbeit niederlegten, setzte er sich für eine Verbesserung ihrer Arbeitsbedingungen, einen geregelten Achtstundentag sowie bessere Arbeitsschutzbedingungen ein und machte sich für eine Schlichtung zwischen Arbeitgebern und den Arbeitern stark.

#### Umweltpolitik
Während seiner Amtszeit gründete Roosevelt außerdem eine Reihe von Nationalparks in den USA und gilt daher als früher Verfechter des Naturschutzes. Zu seinen Ehren wurde sein Porträtkopf als einer von vier Präsidenten in den Granit des Mount Rushmore, South Dakota, gehauen und es wurde 1978 der Theodore-Roosevelt-Nationalpark in North Dakota eingerichtet. Nach North Dakota hatte es ihn auch als jungen Mann oft getrieben, ihm gefielen das harte Leben an der Western Frontier und insbesondere die extremen Naturerlebnisse. Einige Jahre lang besaß er auch eine Ranch dort, die sich aber als ökonomisch nicht tragfähig erwies. Eines seiner zahlreichen Bücher beschäftigt sich mit dem Dasein als Cowboy in North Dakota, wo er auch Dienste als Hilfs-Sheriff leistete.

#### Erziehungs- und Sportpolitik
So wie er sich mit den Rough Riders für eine naturnahe, anstrengende Erziehung einsetzte, so mischte er sich auch in die Auseinandersetzung um die Ausgestaltung des American Footballs ein, dem aus seiner Sicht nach einigen Todesfällen eine Verweichlichung drohte. 1908 mischte er sich in Regelstreitigkeiten bei den Olympischen Spielen 1908 ein, da er die amerikanischen Sportregeln für genauso richtig hielt wie die britischen. Durch sein Engagement wurden die Olympischen Spiele weiter politisiert. Er korrespondierte zudem mit Pierre de Coubertin und schickte diesem für den 1. Olympischen Kongress 1913 in Lausanne auch ein Referat.

### Außenpolitik

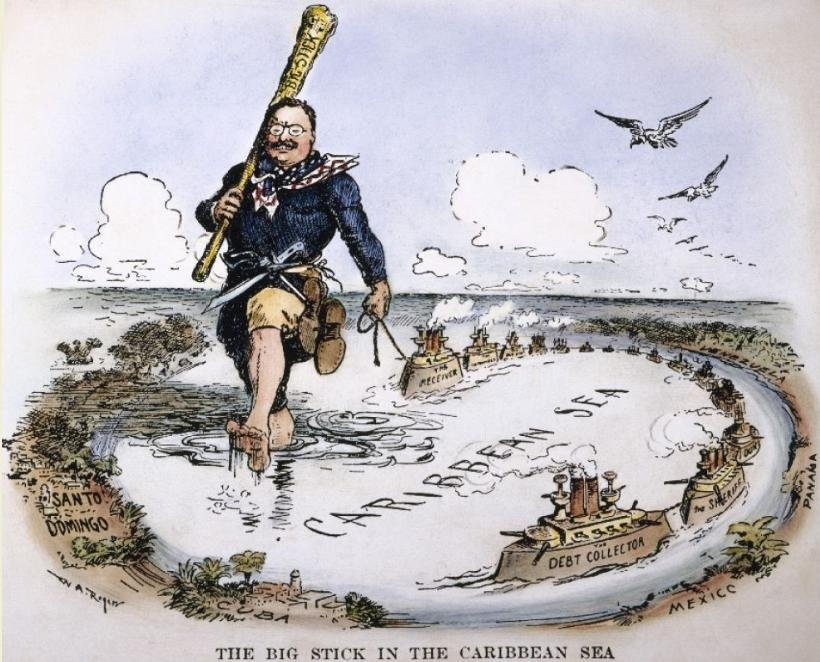
The Big Stick in the Caribbean Sea (‚Der große Knüppel in der Karibik‘): Karikatur auf die Interventionspolitik der USA aus dem Jahr 1904

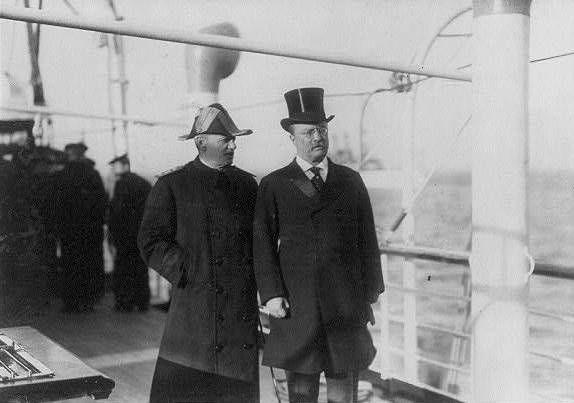
Präsident Roosevelt (rechts) auf seiner Reise nach Panama 1906, hier auf dem Präsidentenschiff Mayflower

Roosevelts Außenpolitik wird oft mit dem Schlagwort des Big Stick beschrieben. Damit ist ein Ausspruch aus einer seiner Reden aus dem Jahr 1901 gemeint, in der er ein afrikanisches Sprichwort zitierte:

“Speak softly and carry a big stick; you will go far.”

„Sprich sanft und trage einen großen Knüppel, [dann] wirst du es weit bringen.“

Dieses Diktum griffen verschiedene Karikaturisten auf, die Roosevelt mit einem großen Knüppel darstellten.
Am 6. Dezember 1904 legte er in der jährlichen Rede vor dem Kongress mit der Roosevelt-Corollary, seinem Zusatz zur Monroe-Doktrin, den Grundstein für eine expansionistischere Außenpolitik innerhalb der westlichen Hemisphäre, wo die Vereinigten Staaten seiner Meinung nach als Polizeigewalt auftreten sollten. Dies war eine Reaktion darauf, dass mehrere europäische Mächte begonnen hatten, militärischen Druck auf lateinamerikanische Staaten auszuüben, die ihnen Geld schuldeten. So wurde z. B. das Deutsche Reich durch Aufbau einer starken amerikanischen Drohkulisse von einem Militäreinsatz gegen Venezuela abgeschreckt, wo man sich aufgrund ausbleibender Schuldenzahlungen schadlos halten wollte.
Mit der Durchsetzung der Route des Panamakanals durch Panama gegen die in den USA bevorzugte Route durch Nicaragua, dem Abkauf der gescheiterten Panamakanal-Gesellschaft von Frankreich (bis dato teuerster Land-Deal der Geschichte) und der mehr oder weniger offenen Unterstützung der panamaischen Unabhängigkeitsbewegung gegen Kolumbien stärkte er gleichzeitig die militärischen und wirtschaftlichen Möglichkeiten seines Landes im atlantischen und pazifischen Raum. Als er 1906 die Baustelle des Kanals besuchte, war er der erste amtierende Präsident, der die USA verließ.
Im Jahr 1905 leitete er als Unterhändler die Friedensverhandlungen zur Beendigung des Russisch-Japanischen Krieges im Ostküsten-Badeort Portsmouth. Die mehrmals vor dem Scheitern stehenden Verhandlungen führten insbesondere aufgrund seines diplomatischen Geschicks letztlich zum Vertrag von Portsmouth. 1906 erhielt Roosevelt in Anerkennung seines Beitrags zur Beendigung dieses Krieges als erster Amerikaner den Friedensnobelpreis. 1906 intervenierte er in der ersten Marokkokrise und zeigte auch dort deutlich, wie er die zukünftige Rolle der USA in der Welt sah.

### Berufungen an den Supreme Court
Roosevelt ernannte während seiner Präsidentschaft drei Richter an den Supreme Court:
- Oliver Wendell Holmes, Jr. – 1902
- William R. Day – 1903
- William H. Moody – 1906

Weitere Ernennungen erfolgten an niedrigere Bundesgerichte.

### Aufgenommene Bundesstaaten

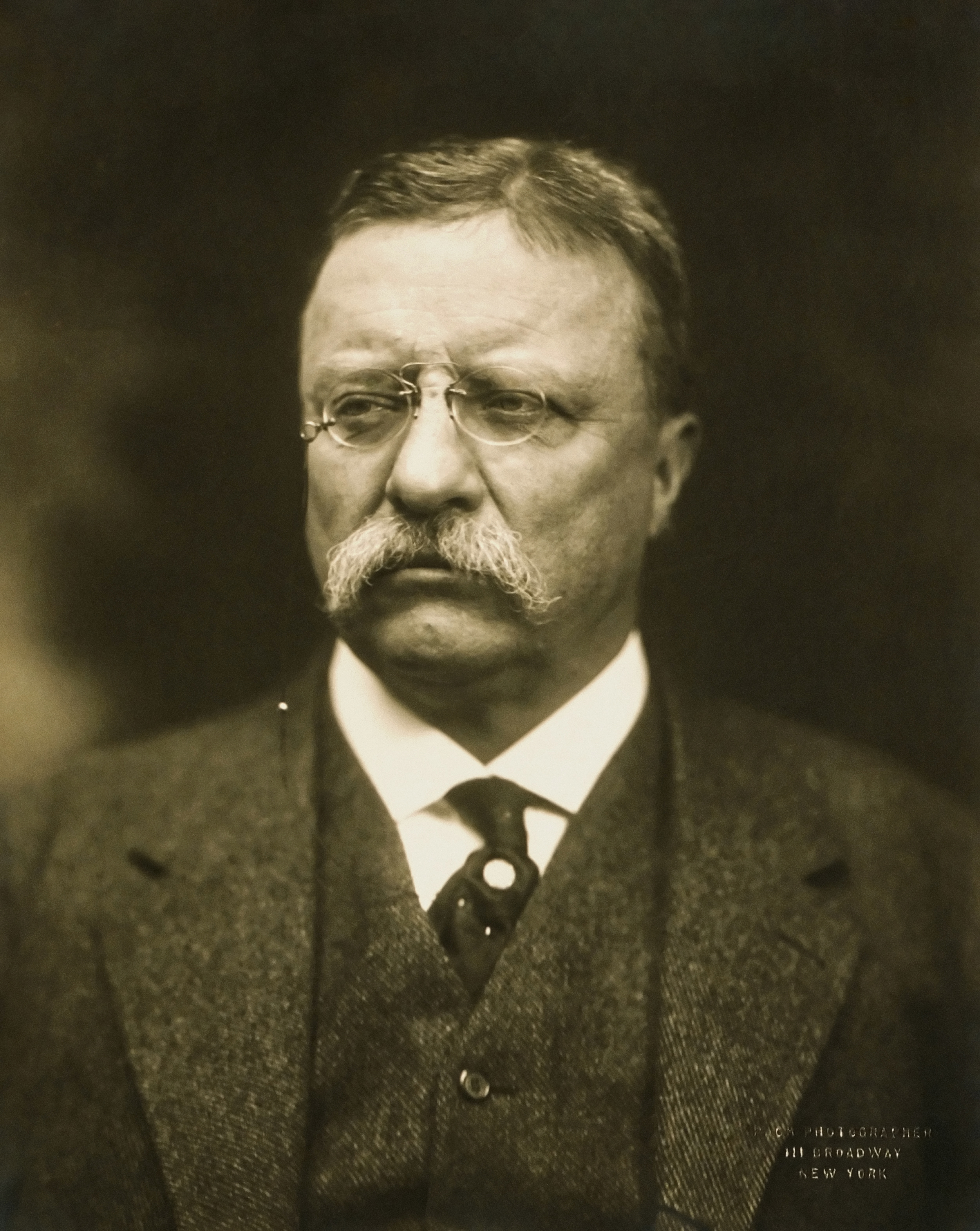
Theodore Roosevelt

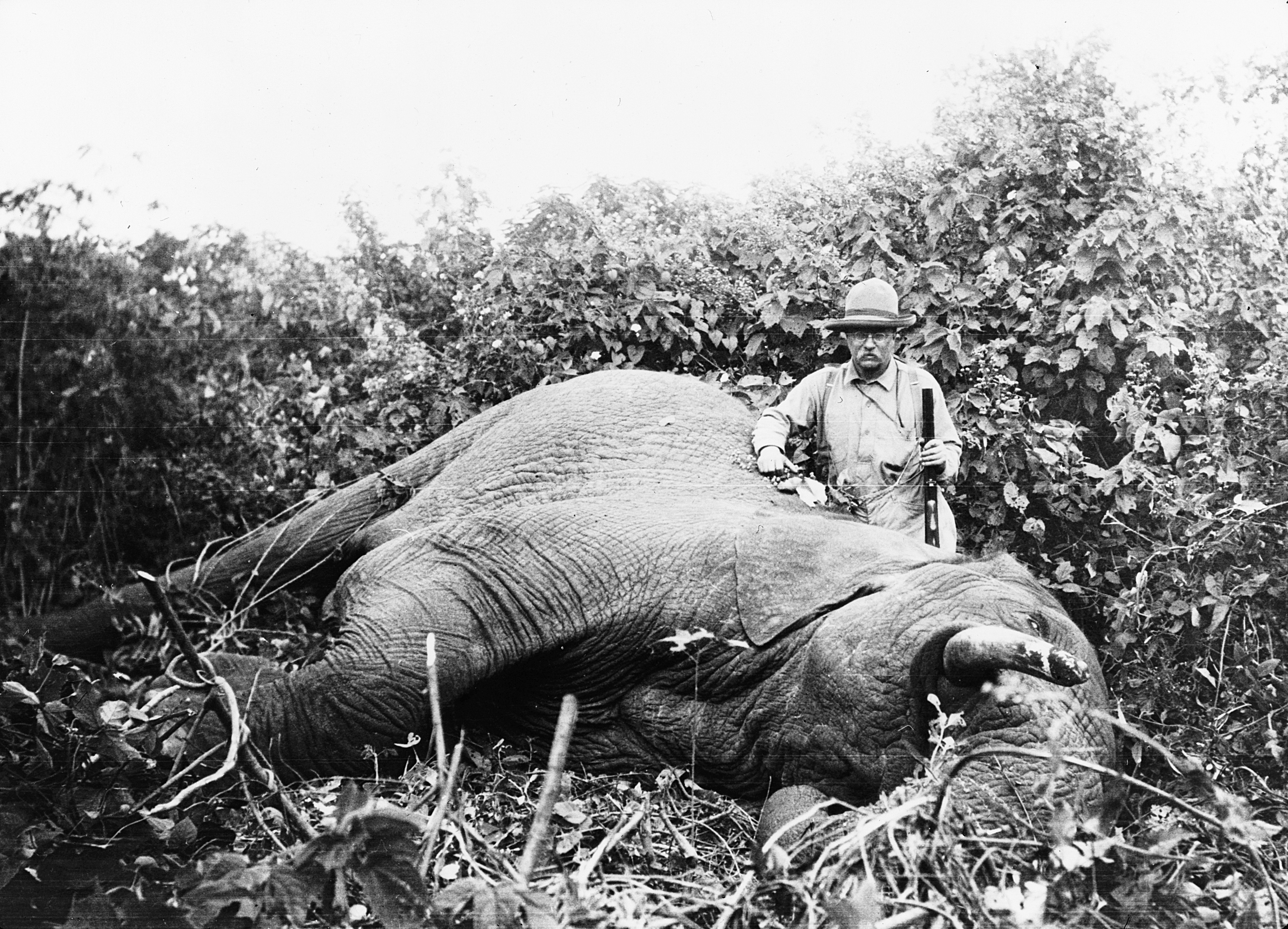
Roosevelt mit einem erlegten Elefanten in Afrika (ca. 1909)

Theodore Roosevelt als Jäger 1885. New York studio photo.

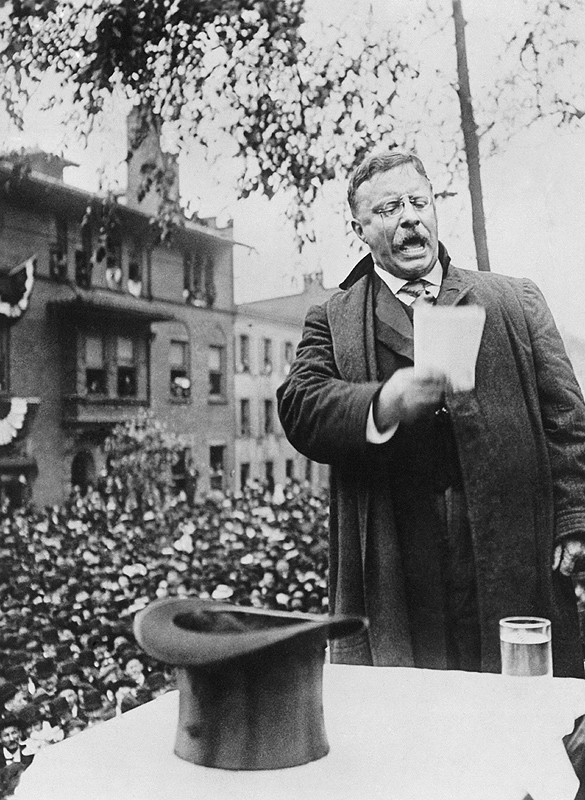
Roosevelt im Wahlkampf 1912

Oklahoma erhielt den Status eines Bundesstaats während Roosevelts Amtszeit im Weißen Haus. Die formale Aufnahme Oklahomas als 46. US-Bundesstaat erfolgte am 16. November 1907.

### Ende der Präsidentschaft
Bis 1909 verschärfte sich der interne Streit der Republikanischen Partei zwischen progressiven Befürwortern seiner Politik und konservativen Stimmen in der Partei. Roosevelt verzichtete wie angekündigt im Vorfeld der Präsidentschaftswahl 1908 auf eine dritte Amtsperiode. Er unterstützte William Howard Taft, den er selbst einige Jahre zuvor als Kriegsminister ins Kabinett geholt hatte. Taft gewann die Wahl und übernahm am 4. März 1909 das Amt des Präsidenten.

## Nach der Zeit im Weißen Haus

### Privatleben und politisches Wirken nach der Präsidentschaft
Nach dem Verzicht auf eine erneute Präsidentschaftskandidatur zog sich Roosevelt für einige Jahre ins Privatleben zurück.
Während der Smithsonian-Roosevelt African Expedition von 1909 bis 1910 nahm er mit seinem Sohn Kermit unter Begleitung von Frederick Courteney Selous an einer Expedition (Großwildjagd) nach Afrika, die von der Smithsonian Institution ausgestattet wurde, teil. Ihr Zweck war es Exemplare für das neue Naturkundemuseum des Smithsonian zu sammeln, das heute als National Museum of Natural History bekannt ist. Die Expedition sammelte rund 11.400 Tierexemplare, für deren Katalogisierung die Naturforscher des Smithsonian acht Jahre benötigten. Nach der Expedition berichtete Roosevelt in seinem Buch African Game Trails darüber.
Sohn Kermit begleitete den Ex-Präsidenten auch nach Europa, wo die beiden im April 1910 Wien besuchten. Dabei hatte Roosevelt eine einstündige Audienz bei Kaiser Franz Joseph I. Von der Audienz in der Wiener Hofburg wird Roosevelts Frage an den Kaiser kolportiert, was nun im 20. Jahrhundert eigentlich der Zweck dessen Amtes beziehungsweise dessen Aufgabe sei, worauf sich Franz Joseph als „letzten Monarchen der alten Schule“ bezeichnete und zu seinem Amtsverständnis ausführte: „Der Sinn meines Amtes ist es, meine Völker vor ihren Politikern zu schützen!“
Im Mai 1910 war Roosevelt Gast bei einer militärischen Übung in Döberitz bei Berlin. Hier traf er mit dem deutschen Kaiser Wilhelm II. zusammen. Am 12. Mai 1910 bekam Theodore Roosevelt von der Philosophischen Fakultät der Berliner Universität die Ehrendoktorwürde verliehen. Im selben Jahr erregte er Aufsehen durch seine Pariser Rede Citizenship in a Republic.

### Erneute Kandidatur und Attentat
Da Roosevelt mit der Politik seines Nachfolgers Taft nicht zufrieden war, strebte er für die Präsidentschaftswahl 1912 erneut die republikanische Spitzenkandidatur an. Auf der Republican National Convention wurde jedoch Amtsinhaber Taft erneut zum Kandidaten gekürt. Daraufhin bewarb er sich als Kandidat für die Progressive Partei („Bull Moose Party“). Die brisante Stimmung im Wahlkampf gipfelte in einem Attentat am 14. Oktober 1912. Obwohl der Schuss von John F. Schrank aus nächster Nähe abgegeben wurde, erlitt Roosevelt nur eine Fleischwunde und hielt noch eine über 60 Minuten lange Rede, bevor er ins Krankenhaus gebracht wurde.
Roosevelts Kandidatur führte zur Aufsplitterung der republikanischen Wählerstimmen und ermöglichte den Wahlsieg des Demokraten Woodrow Wilson, in einer Zeit, in der die Republikaner nahezu durchgehend den Präsidenten gestellt hatten. Jedoch konnte Roosevelt gemeinsam mit seinem Vizepräsidentschaftskandidaten, dem kalifornischen Gouverneur Hiram Johnson, mit 27 Prozent mehr Stimmen als Taft (23 Prozent) auf sich vereinen. Obwohl er sogar die Stimmenmehrheit in Kalifornien erlangte, siegte Wilson mit 41 Prozent und 435 von 531 Wahlmännern deutlich.
Außer Roosevelt kandidierte nur sein Verwandter Franklin D. Roosevelt für mehr als zwei Amtsperioden (1940 für eine dritte und 1944 für eine vierte). Der erste US-Präsident George Washington hatte seinen Nachfolgern empfohlen, nicht länger als zwei Perioden im Amt zu bleiben. Erst 1951 wurde durch den 22. Zusatzartikel zur Verfassung die Amtsdauer des Präsidenten auf zwei Wahlperioden beschränkt.
Theodore Roosevelt befürwortete bereits 1914 nach Beginn des Ersten Weltkrieges und dessen Eskalation eine Beteiligung der USA an dem Konflikt in Europa. Er kritisierte Präsident Wilson bis zum Kriegseintritt der USA 1917 für dessen Außenpolitik der Neutralität. Obwohl auch Wilson, wie Roosevelt, innenpolitisch für am Progressivismus orientierte Reformen eintrat, trennte beide Politiker eine gegenseitige Abneigung. 1918 stimmte Roosevelt für eine Intervention in Russland als Reaktion auf die Oktoberrevolution. Außerdem forderte er eine Fortführung des Krieges bis zur bedingungslosen Kapitulation der Mittelmächte. Den von Wilson vorgelegten Vierzehn-Punkte-Plan lehnte Roosevelt entschieden ab.
Obwohl die von ihm gegründete Progressive Party 1912 einen hohen Stimmenanteil des Popular Vote eingefahren hatte, konnte sie nur wenige Sitze und Regierungsposten erringen (vornehmlich in Kalifornien). Roosevelt erkannte, dass eine dauerhafte Etablierung als dritte Kraft kaum möglich sein würde. So kehrte er später zur Republikanischen Partei zurück. Bei der Präsidentschaftswahl 1916 sprach er sich für den republikanischen Kandidaten Charles Evans Hughes aus, der jedoch Amtsinhaber Wilson in einer äußerst knappen Entscheidung unterlag. Auch Hughes war dem progressiven Parteiflügel zuzurechnen. Roosevelts vorübergehender Austritt trug neben anderen Faktoren dazu bei, dass die konservativen Kräfte in der republikanischen Partei an Einfluss gewannen. Bei den Demokraten zeigte sich ein entgegengesetzter Trend, indem das liberale und progressive Lager stärker wurde.

### Roosevelt-Rondon-Expedition

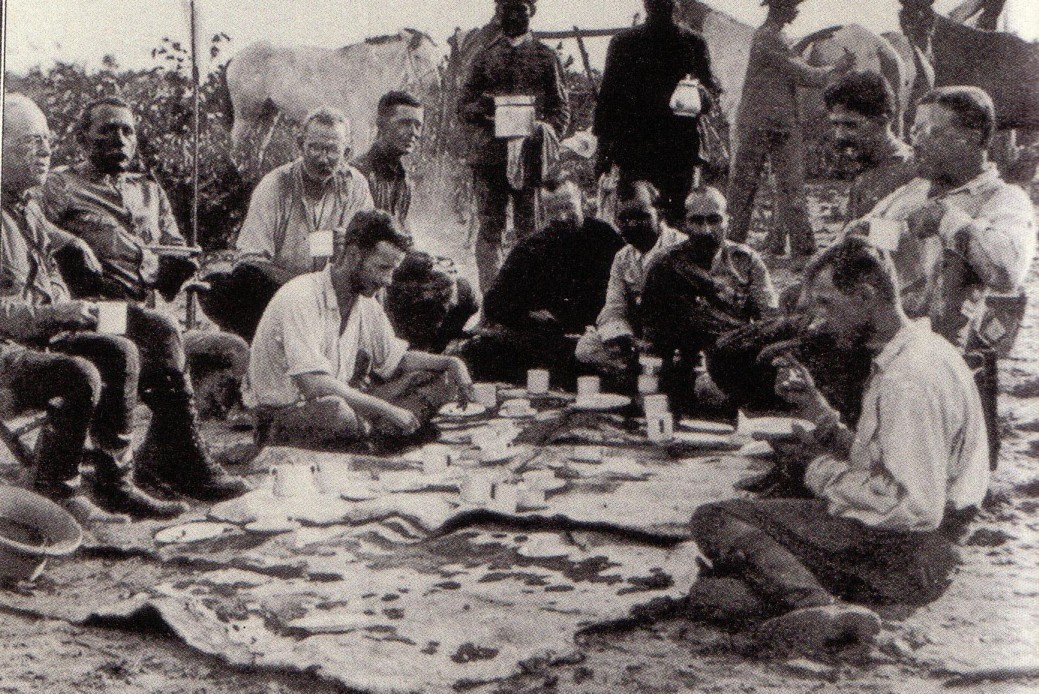
Die ursprüngliche Crew der Roosevelt-Rondon-Expedition in Brasilien, von links: Zahm, Rondon, Kermit, Cherrie, Miller, vier Brasilianer, Roosevelt, Fiala (1914)

1913–1914 leiteten Roosevelt und der brasilianische Colonel Cândido Rondon die Roosevelt-Rondon Scientific Expedition in das Amazonasbecken, an der auch Roosevelts Sohn Kermit teilnahm. Dabei wurde ein Fluss zu Ehren Roosevelts in Rio Roosevelt umbenannt. Der Ex-Präsident erlitt bei dieser Expedition jedoch schwere gesundheitliche Schäden, von denen er sich zeitlebens nicht mehr erholte.

### Krankheit und Tod
Um 1918 galt Roosevelt wieder als möglicher Anwärter für die republikanische Präsidentschaftskandidatur im Jahr 1920. Seine Gesundheit bereitete jedoch derartigen Plänen ein Ende: Als Spätfolge der Verletzungen, die er sich bei seiner Expedition im Amazonasbecken zugezogen hatte, musste sich der ehemalige Präsident einer Operation unterziehen, die er nur knapp überlebte. Der Tod seines jüngsten Sohnes Quentin, der 1918 in Europa fiel, setzte ihm psychisch schwer zu. Im November und Dezember 1918 war er wegen entzündlichem Rheuma im Krankenhaus behandelt worden. Jene Krankheit wurde wahrscheinlich durch seine Malaria-Erkrankung verschlimmert, die er sich auf seiner Brasilienreise von 1913–1914 zugezogen hatte. An Heiligabend 1918 konnte er wieder entlassen werden.
Roosevelt hatte am 5. Januar 1919 gegen 23:00 Uhr Schwierigkeiten zu atmen, nach einer Behandlung fühlte er sich jedoch besser und ging zu Bett. Dabei waren seine Atemprobleme nicht durch sein Asthma verursacht. Seine letzten Worte, die er am Abend des 5. Januars an seinen Kammerdiener James richtete, waren: "James, will you please put out the light?" Am 6. Januar 1919 verstarb Theodore Roosevelt 60-jährig im Schlaf auf seinem Anwesen Sagamore Hill in Oyster Bay auf Long Island. Er starb an einer Koronarthrombose, nach anderen Quellen an einer Lungenembolie. Am Morgen des 6. Januars wurde er gegen 4:00 Uhr nicht ansprechbar aufgefunden. Der damalige US-Präsident Woodrow Wilson kommentierte das Ereignis mit den Worten: „Der Tod musste ihn im Schlaf überraschen. Wäre er wach gewesen, hätte es einen Kampf gegeben.“ Nach anderen Quellen war es der damalige US-Vizepräsident Thomas Marshall, der sagte: "Death had to take him sleeping. For if Roosevelt had been awake, there would have been a fight."
Der Leichnam Roosevelts wurde am 8. Januar 1919 nach einem Gottesdienst und einer Prozession auf dem Youngs Memorial Cemetery, einem Friedhof in Oyster Bay Cove, beigesetzt.

## Politische Nachwirkung

Die vier Präsidenten am Mount Rushmore (von links nach rechts): George Washington, Thomas Jefferson, Theodore Roosevelt und Abraham Lincoln

Theodore Roosevelt gilt unter Historikern als erster moderner US-Präsident und erfreut sich bis heute großer Beliebtheit in der amerikanischen Bevölkerung. Durch den politischen Aufstieg der USA zur Weltmacht Anfang des 20. Jahrhunderts gelang es ihm, dem Präsidentenamt nachhaltiges Gewicht zu verleihen. Insbesondere reklamierte er erfolgreich das Recht des Präsidenten, die immer wichtiger werdende Außenpolitik zu formulieren. Obwohl seine Außenpolitik nach Meinung vieler Historiker mehr der weltpolitischen Rolle der Vereinigten Staaten gerecht zu werden schien, wird sie durchaus auch kritisch betrachtet. Schon während seiner Amtszeit sah sich Roosevelt immer wieder mit dem Vorwurf des Imperialismus konfrontiert, obgleich seine Außenpolitik mehr sicherheits- als wirtschaftspolitische Aspekte umfasste. Auch innenpolitisch verhielt er sich keineswegs passiv, Reformen unter dem Schlagwort Square Deal in der Sozial- und Wirtschaftspolitik sind im historischen Kontext von nicht unerheblicher Bedeutung. Sie unterstreichen vor allem die Expansion präsidialer Macht gegenüber dem Kongress, nachdem in den zurückliegenden Jahrzehnten gesetzgeberische Impulse mehr von der Legislative ausgegangen waren. Von den meisten Historikern wird auch Roosevelts fortschrittliche Umweltpolitik als bedeutend angesehen, da sie im Wesentlichen ihrer Zeit weit voraus war (Umweltschutz spielte zu Roosevelts Zeiten praktisch keine politische Rolle). Durch seine Innenpolitik wird Roosevelt häufig als erster progressiver US-Präsident betrachtet, wozu man später insbesondere Woodrow Wilson (New Freedom), Franklin D. Roosevelt (New Deal) und Lyndon B. Johnson (Great Society) zählte.

## Familie

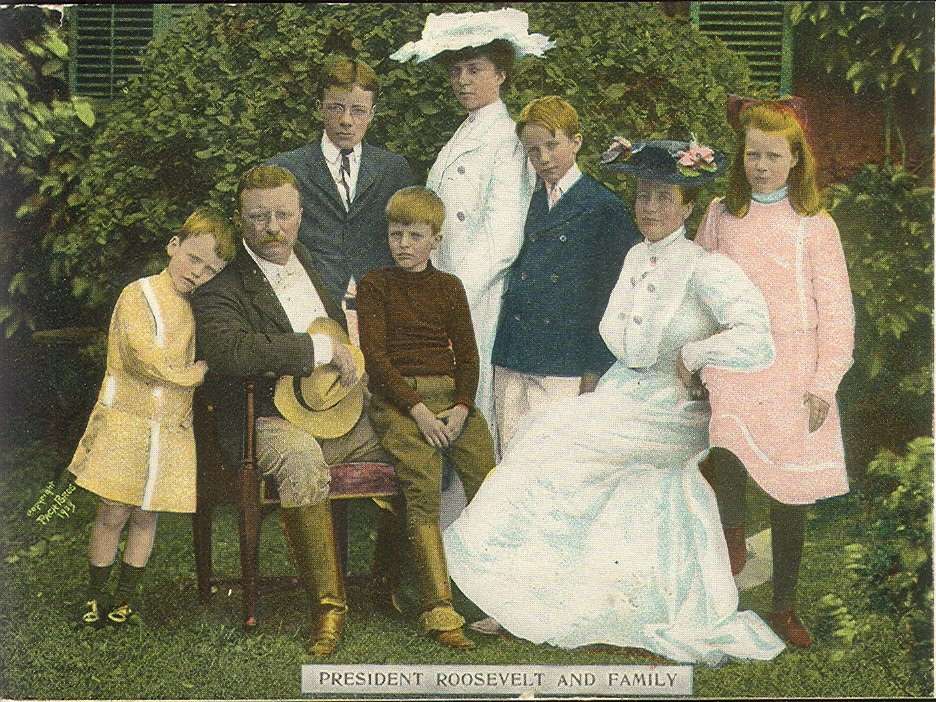
Familie Roosevelt, fotografiert von den Pach Brothers, 1903

Theodore Roosevelt heiratete 1880 in erster Ehe Alice Hathaway Lee (1861–1884), mit der er eine Tochter hatte:
1. Alice (1884–1980) ⚭ 1906  Nicholas Longworth (1869–1931), Mitglied des US-Repräsentantenhauses.

1886 heiratete er in zweiter Ehe Edith Kermit Carow (1861–1948). Aus der Ehe gingen fünf Kinder hervor:
1. Theodore (1887–1944) ⚭ 1910 Eleanor Butler Alexander (1889–1960)
2. Kermit (1889–1943) ⚭ 1914 Belle Wyatt Willard (1892–1968)
3. Ethel (1891–1977) ⚭ 1913 Richard Derby (1881–1963)
4. Archibald (1894–1979) ⚭ 1917 Grace Stackpole Lockwood (1894–1971)
5. Quentin (1897–1918, gefallen als Jagdpilot im Ersten Weltkrieg)

Theodore Roosevelt war mit dem späteren, den Demokraten angehörenden US-Präsidenten Franklin D. Roosevelt entfernt verwandt; die beiden waren Cousins fünften Grades.

## Der Teddybär

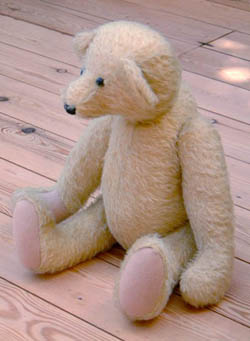
Teddybär

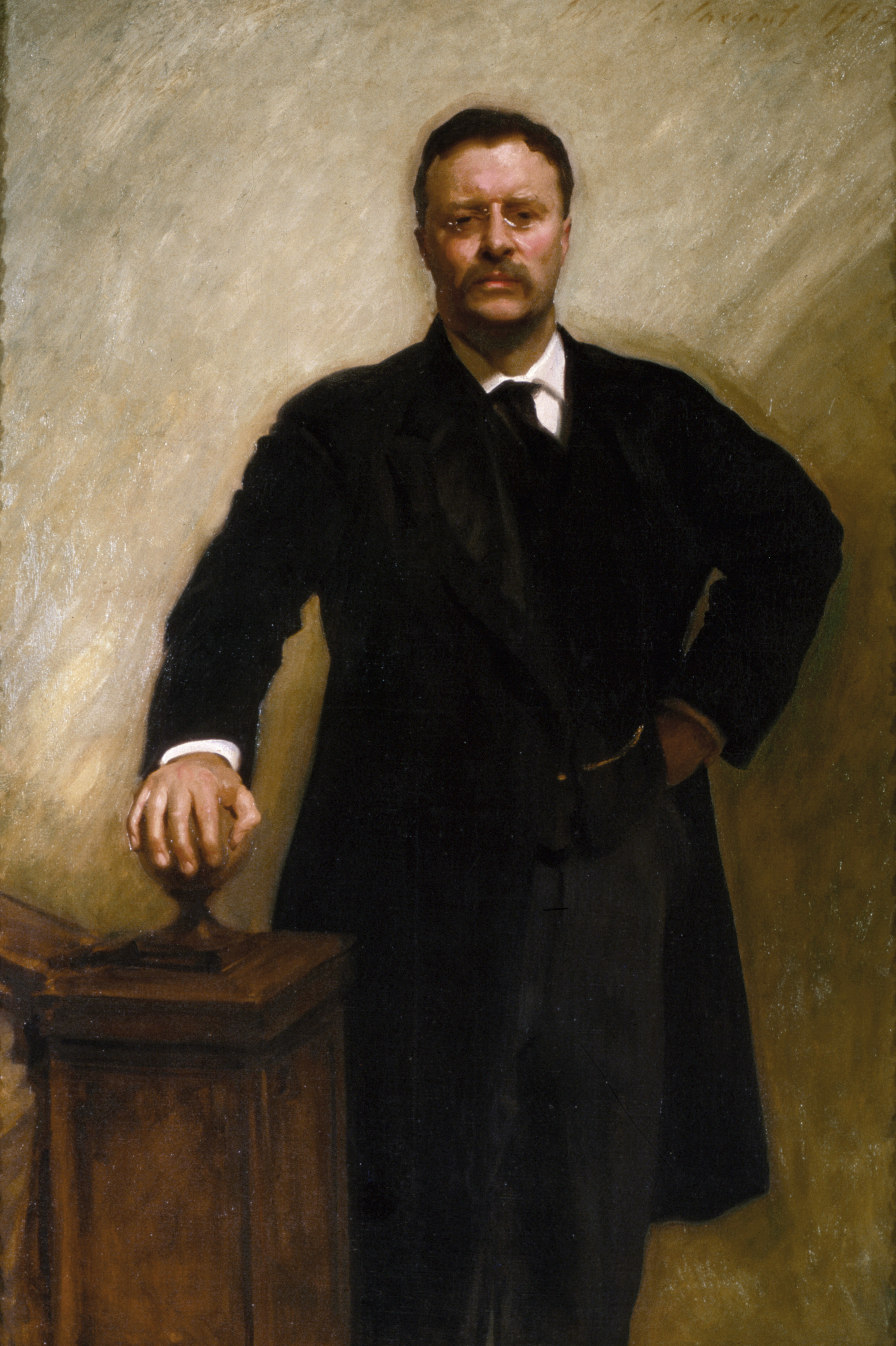
Roosevelts offizielles Porträt im Weißen Haus

Der Teddybär wurde nach ihm benannt. Während eines tagelang erfolglosen Jagdtrips in Mississippi, bei dem sich Roosevelt vorgenommen hatte, einen Bären zu schießen, ließ sich keiner blicken; als dann einer seiner Jagdhelfer doch auf einen eher kleinen Bären stieß (235 Pfund, etwas mehr als 100 Kilogramm), band er diesen an einen Baum und gab ihn Roosevelt zum Abschuss frei. Roosevelt allerdings weigerte sich, derart zu einer Jagdbeute zu kommen, und verzichtete auf den Abschuss (der Bär wurde dann von einem seiner Helfer mit einem Messer erlegt).
Der Karikaturist Clifford Berryman von der Washington Post stellte den Bären in einer Karikatur rund und niedlich dar, die dann am 16. November 1902 auf der Titelseite der Washington Post erschien mit dem Text „Drawing The Line In Mississippi“. Einige Leser wollten mehr davon sehen. Berryman ließ den Bären in den folgenden Karikaturen immer kleiner, runder und niedlicher werden und brachte ihn auf jeder Abbildung mit dem Präsidenten unter. Da im Amerikanischen der Kurzname für Theodore „Teddy“ ist, hieß der Bär bei den Lesern schnell „Teddy’s Bear“ und wurde endgültig zum „Teddy Bear“.
Zufällig hatte in diesem Winter das deutsche Unternehmen Steiff mit der Produktion von kleinen Bären mit beweglichen Gelenken und einem Knopf im Ohr begonnen, von denen das New Yorker Unternehmen F.A.O. Schwarz 3.000 Stück bestellte. So begann der weltweite Erfolg des Teddybären; schnell verkaufte Steiff das Plüschtier auch im eigenen Land, wo er bis heute unter dem eingedeutschten Namen verkauft wird.

## Freimaurerei

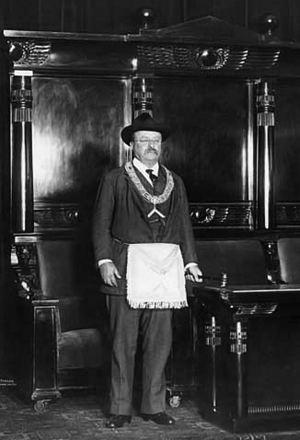
Theodore Roosevelt in Freimaurerkleidung im Spokane Masonic Temple 1905

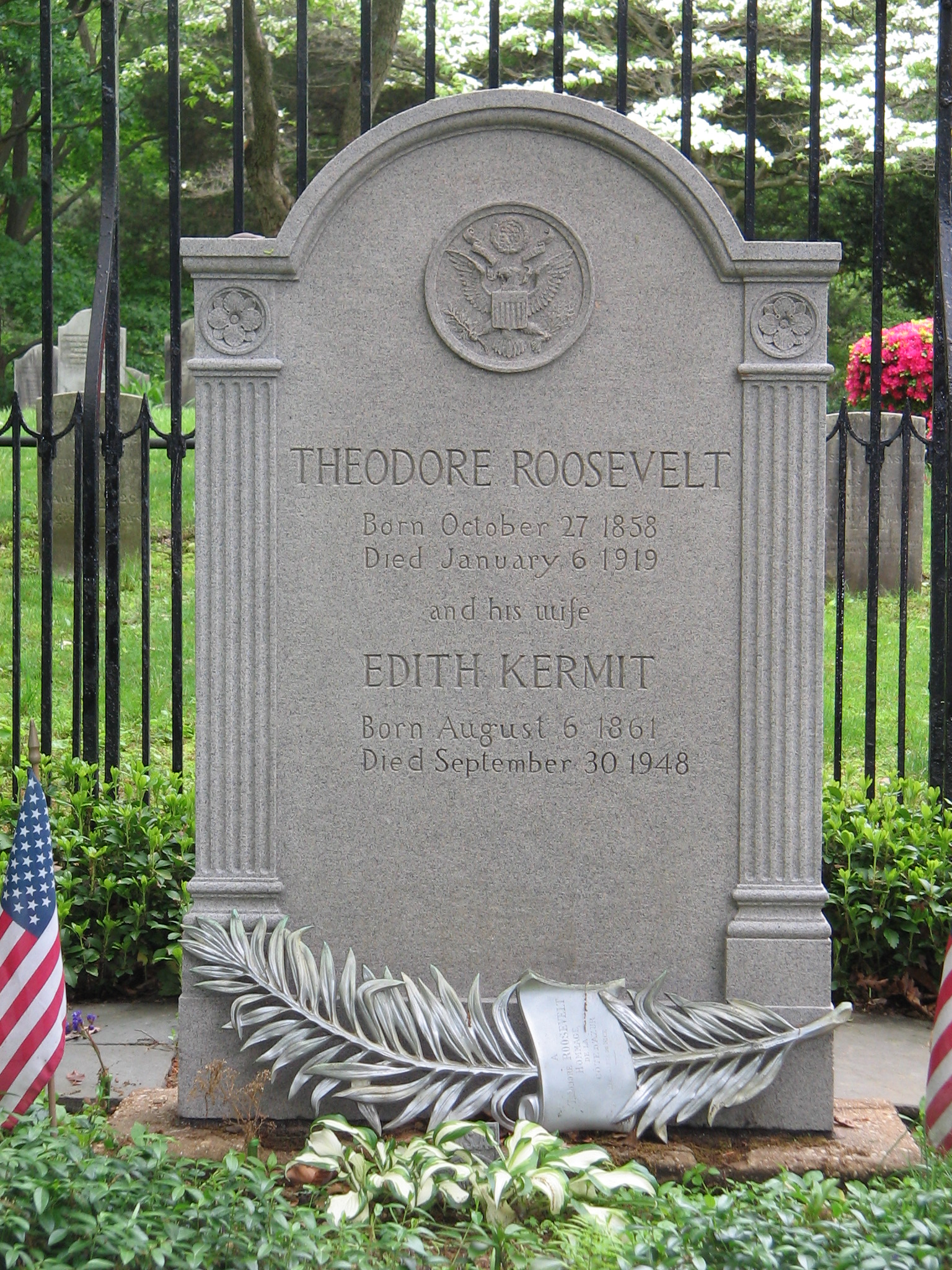
Grabstein Roosevelts

Roosevelt war Freimaurer und besuchte weltweit viele Freimaurerlogen, u. a. in Afrika, Europa und Südamerika. In seinen tausenden von Briefen sind auch freimaurerische Korrespondenzen enthalten.
Am 2. Januar 1901 in die Matinecock Lodge No. 806 Long Islands aufgenommen, wurde er am 27. März desselben Jahres zum Gesellen befördert und am 24. April zum Meister erhoben. Ehrenmitglied war er in den Logen Masonic Veterans Association of the Pacific Coast (1901), Illinois Masonic Veterans Association (1903), Pentalpha No. 23 in Washington, D.C. (4. April 1904) und Rienzi in Rom.

„Etwas, was bei der Freimaurerei so anziehend erschien, dass ich die Chance, Freimaurer zu werden, gerne ergriff, ist die Tatsache, dass hier das verwirklicht wird, was eine Regierung oft nur gelobt, nämlich jeden Menschen nach seinen Verdiensten als Mensch zu behandeln.“

Die jährliche Inspektion der christlichen Freimaurerorganisation der Knights Templar leitete er am 26. Mai 1902 in der Ellipse südlich des Weißen Hauses. Bei der freimaurerischen Grundsteinlegung des Army War Colleges am 21. Februar 1903 hielt er eine Ansprache und legte am 24. April 1903 den Grundstein des Nordtores des Yellowstone-Nationalparks unter der Schirmherrschaft der Großloge von Montana. Am 14. April 1906 erfolgte durch ihn die freimaurerische Grundsteinlegung des Bürogebäudes des US-Repräsentantenhauses in Washington, D.C.
Im Bundesstaat Washington legte Roosevelt am 22. Mai 1903 feierlich den Grundstein des Freimaurertempels in Tacoma, am 26. Mai desselben Jahres den des Tempels in Spokane und am 8. Juni 1907 folgte die Grundsteinlegung des Freimaurertempels in der 13. St. und New York Ave. in Washington, D.C.
Die Gedenkveranstaltung der Großloge von Pennsylvania zum 200. Geburtstag von Benjamin Franklin beehrte er am 19. April 1906. Die Grundsteinlegung des Pilgrim Memorials am 20. August 1907 in Provincetown, Massachusetts besuchte er in freimaurerischer Kleidung. Der Großloge New Yorks stattete er zuletzt am 11. Mai 1917 einen Besuch ab.
In der mit dem Pulitzer-Preis bedachten Biografie von Edmund Morris werden die freimaurerischen Aktivitäten Roosevelts nicht erwähnt.

## Religion
Roosevelt gehörte wie seine Familie der Dutch Reformed Church an. Bis zu einem Alter von 16 Jahren ging er in die Madison Square Presbyterian Church. Später, als Roosevelt in Oyster Bay wohnte, besuchte er mit seiner Frau eine Episkopalkirche. In Washington hingegen besuchte er die Grace Reformed Church.

## Rezeption
Theodore Roosevelt wurde Namensgeber der DC-6 „Theodore Roosevelt“, ebenso für die 2012 entdeckte Springbarsch-Art Etheostoma teddyroosevelt. Des Weiteren sind mehrere Schiffe der United States Navy nach ihm benannt worden, wie zum Beispiel der Flugzeugträger Theodore Roosevelt. Am 8. November 2019 wurde ein Asteroid nach ihm benannt: (188693) Roosevelt. Außerdem sind zwei Countys in den Vereinigten Staaten nach Roosevelt benannt.
Roosevelt wird in folgenden Filmen/Videospielen dargestellt oder karikiert:
- 1940: Teddy the Rough Rider – Oscar-prämierter Kurzfilm von Ray Enright
- 1944: Arsen und Spitzenhäubchen – Komödie; der geistig behinderte Neffe der Protagonistinnen hält sich für Roosevelt
- 1975: The Wind and the Lion, Regie John Milius, mit Brian Keith als Theodore Roosevelt
- 1975: Der Mann in den Bergen, Regie Richard Friedenberg, mit Dan Haggerty als Grizzly Adams und Brian Keith als Theodore Roosevelt
- 1997: Rough Riders – Das furchtlose Regiment (Rough Riders), Regie John Milius, mit Tom Berenger als Theodore Roosevelt
- 2006: in der Filmkomödie Nachts im Museum, Regie Shawn Levy, mit Robin Williams als Roosevelt, ist er eine der Hauptfiguren.
- 2010: in der US-amerikanischen Krimiserie Blue Bloods – Crime Scene New York wird Theodore Roosevelt als New Yorker Polizeichef geehrt.
- 2016: im rundenbasierten Strategiespiel Sid Meier's Civilization VI aus der Sid-Meier's-Civilization-Reihe vertritt Roosevelt die Vereinigten Staaten von Amerika, auch die Rough Riders sind dort vorhanden
- 2018: in der US-amerikanischen Netflix-Serie The Alienist – Die Einkreisung ist Theodore Roosevelt als New Yorker Polizeichef eine der Hauptfiguren der fiktiven Handlung

In der Geschichte Der Jaguargott von Culebra von Don Rosa trifft Dagobert Duck auf Theodor Roosevelt und erhält am Ende statt der Schatzkammer der Inkas, Mayas und Azteken den ersten Teddybären, der eben nach Roosevelt benannt wurde, wodurch Dagobert doch ein gutes Handelsgeschäft macht.
Eine lebensgroße Reiterskulptur sowie eine Büste aus Butter entstanden 1904.

## Kabinett Roosevelt
siehe Kabinett Theodore Roosevelt
Während Roosevelts Amtszeit wurde mit dem Handels- und Arbeitsministerium eine neue Behörde geschaffen.

## Werke
- Elting E. Morison, John M. Blum, John Buckley (Hrsg.): The Letters of Theodore Roosevelt. Acht Bände. Harvard University Press, Cambridge 1951–1954.
- Theodore Roosevelt: Jagden in amerikanischer Wildnis , Berlin Paul Parey Verlag 1905
- Theodore Roosevelt: Eroberung des Westens 4 Bände, G.P. Putnam's 1889–1896
- Theodore Roosevelt: Rough Riders Charles Scribner’s Sons, New York, 1899

## Filme
- Ken Burns: The Roosevelts: An Intimate History. Siebenteilige Fernsehdokumentation auf PBS (Vereinigte Staaten, 2014).